# Tropical Fish Hobbyist
Tropical Fish Hobbyist (TFH) ist ein monatlich erscheinendes, von TFH Publications herausgegebenes Magazin, das 1952 von Herbert R. Axelrod (1927–2017) gegründet wurde.
Das Magazin soll sämtliche Themen der Aquaristik abdecken und liefert dem interessierten Leser Informationen und Neuigkeiten rund um die Pflege, Haltung und Zucht von Zierfischen. Neben den eher biologischen Aspekten wird in dem Heft auch über technische Neuerungen rund um das Thema Aquaristik berichtet.
Derzeit enthält das Magazin verschiedene Kolumnen, an denen die Leser sich aktiv mit eigenen Berichten und Fragen beteiligen können. In der ersten Jahreshälfte 2007 hatte TFH eine durchschnittliche Auflage von mehr als 22.600.